# Presidente da Argentina
O Presidente da Nação Argentina (em espanhol: Presidente de la Nación Argentina), geralmente conhecido como Presidente da Argentina (em espanhol: Presidente de Argentina) é o chefe de Estado, chefe de Governo e titular do Poder Executivo Nacional, responsável político da administração geral da República Argentina e comandante em chefe das Forças Armadas.
As origens do cargo presidencial argentino estão vinculadas à nomeação de Bernardino Rivadavia como presidente das Províncias Unidas do Rio da Prata em 8 de fevereiro de 1826. Em 1827, no entanto, após a renúncia de Rivadavia, o país passou a ser liderado pelos Governadores da Província de Buenos Aires. A situação modificou-se em 1853, quando uma nova Constituição estabeleceu eleições presidenciais indiretas a cada seis anos. O primeiro presidente eleito formalmente foi Justo José de Urquiza, que assumiu o poder como "Presidente da Confederação Argentina". O título formal de "Presidente da Nação Argentina" seria assumido somente em 1860 por Santiago Derqui, após as reformas constitucionais. Esta denominação foi preservada até os dias atuais.
Desde 1994, o Presidente e seu vice-presidente são eleitos pelo sistema direto e exercem um mandato de quatro anos com a possibilidade de uma reeleição seguinte. O atual presidente é o Economista e Político, Javier Milei que sucedeu Alberto Fernández, em 2023. 

## Atribuições
Segundo o Artigo 99 da Constituição argentina, o Presidente da Nação Argentina é o "chefe supremo da Nação, chefe de governo e responsável político da administração geral do país", ou seja, recebe atribuições de chefe de Estado e de chefe de governo.
Como chefe de Estado e de governo, cabe ao Presidente da Nação:
- sancionar as leis federais, promulgar e publicá-las;
- expedir regulamentos e/ou instruções necessários à execução destas leis;
- nomear, com a aprovação do Senado, os magistrados da Corte Suprema e os juízes federais;
- comutar ou indutar penas por delitos sob a lei federal;
- nomear e remover os embaixadores, ministros plenipotenciários, agentes consulares e demais representantes diplomáticos;
- nomear e remover os ministros de seu gabinete de governo e os oficiais das secretarias presidenciais;
- coordenar o exercício de seu gabinete de governo;
- presidir a abertura do ano legislativo perante o Congresso da Nação;
- prorrogar as sessões ordinárias do Congresso da Nação e convocar sessões extraordinárias, quando crer necessário;
- firmar tratados, acordos e negociações com nações estrangeiras e/ou organizações internacionais;
- nomear os comandantes das Forças Armadas, e dispô-las de acordo com as necessidades da Nação;
- declarar guerra e celebrar a paz, com a aprovação do Congresso;

## Mandato
Seguindo a reforma constitucional de 1994, o mandato presidencial argentino é de quatro anos com direito a uma reeleição consecutiva para mais quatro anos. O indivíduo que cumpriu dois mandatos presidenciais está apto a candidatar-se após transcorrido o período de um mandato desde a data em que deixou o cargo. Pela Constituição de 1853, o mandato presidencial equivalia a seis anos sem possibilidade de reeleição. Em 1949, o termo foi alterado para reeleições ilimitadas, mas não chegou a ser cumprido devido ao regime militar, que restabeleceu as bases constitucionais de 1853. Em 1966, o mandato presidencial foi declarado definitivamente de quatro anos de duração.

## Pós-presidência
Cada presidente, uma vez terminado o seu mandato, poderá exercer outros cargos políticos. Os ex-presidentes contam com a proteção vitalícia da Polícia Federal Argentina após o término de seus mandatos, além disso recebem uma mensalidade também vitalícia equivalente ao salário de um juiz da Corte Suprema, conforme a Lei 24 018. Por morte, a pensão passa para a viúva ou viúvo que irá recolher 75% do valor, mas terá de renunciar a qualquer pensão do Estado. Para usufruir desses benefícios, devem residir no território argentino. Arturo Umberto Illia e Raúl Alfonsín doaram todos os seus anos de aposentadoria para a caridade.
Após suas mortes, os ex-presidentes recebem homenagens como a decretação de três dias de luto nacional, além do funeral de Estado.
Seus familiares doam seus pertences do mandato a museus como o Museu Histórico Sarmiento e o Museu Casa Rosada (criado a partir da antiga Casa Museu Presidencial Rosada, cujo acervo é composto por objetos pessoais, retratos, esculturas e documentos de quem já ocupou a Presidência da República, além de objetos referentes ao contexto social, econômico e político de cada fase presidencial, inclusive de mandatos recentes.
Ex-presidentes vivos:

Atualmente, se encontram vivos 6 ex-presidentes.

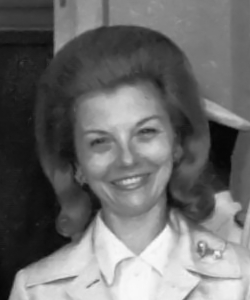
María Estela Martínez de Perón (1974-1976) Idade: 94 anos
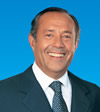
Adolfo Rodríguez Saá (2001) Idade: 77 anos (Interino)
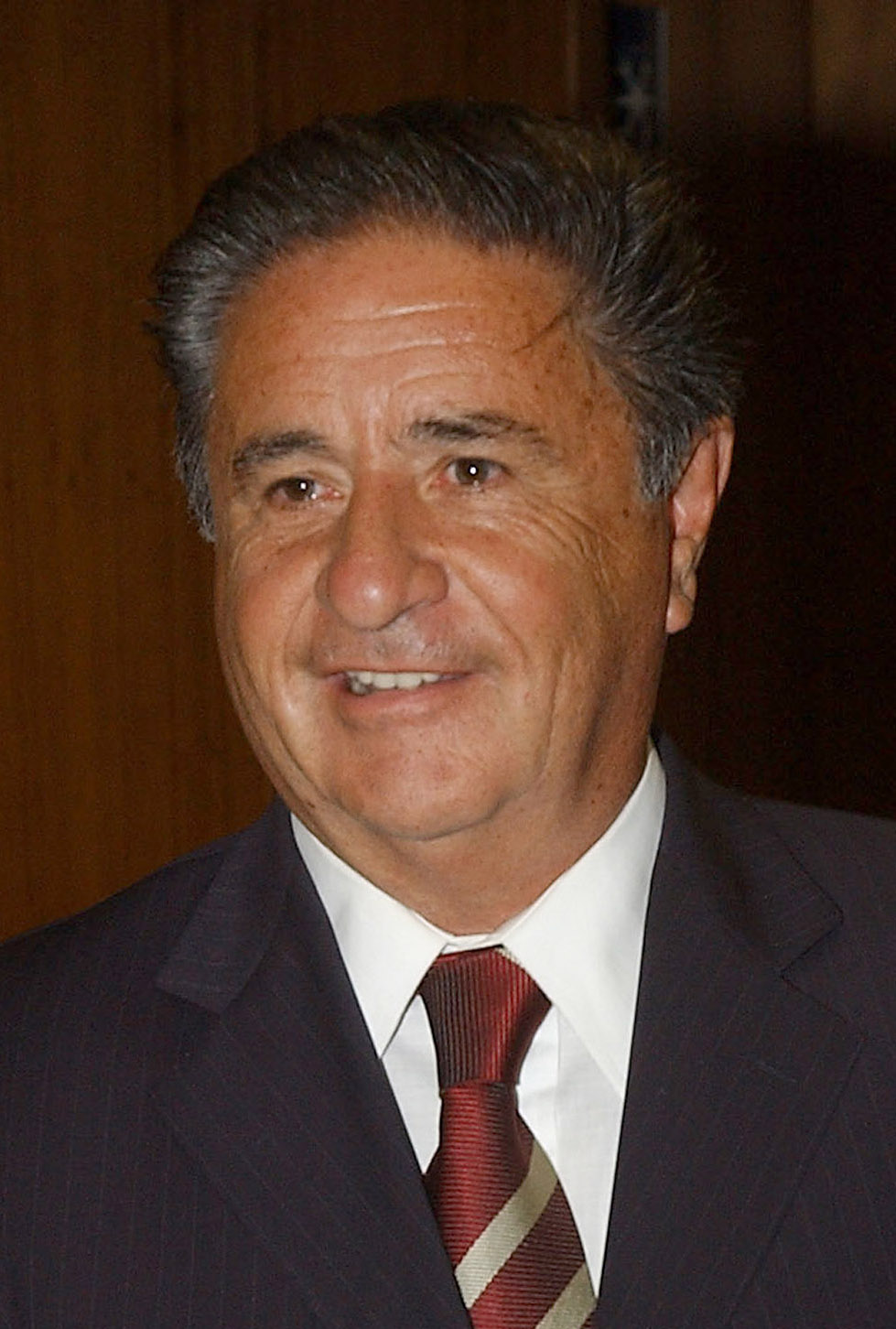
Eduardo Alberto Duhalde (2002-2003) Idade: 83 anos
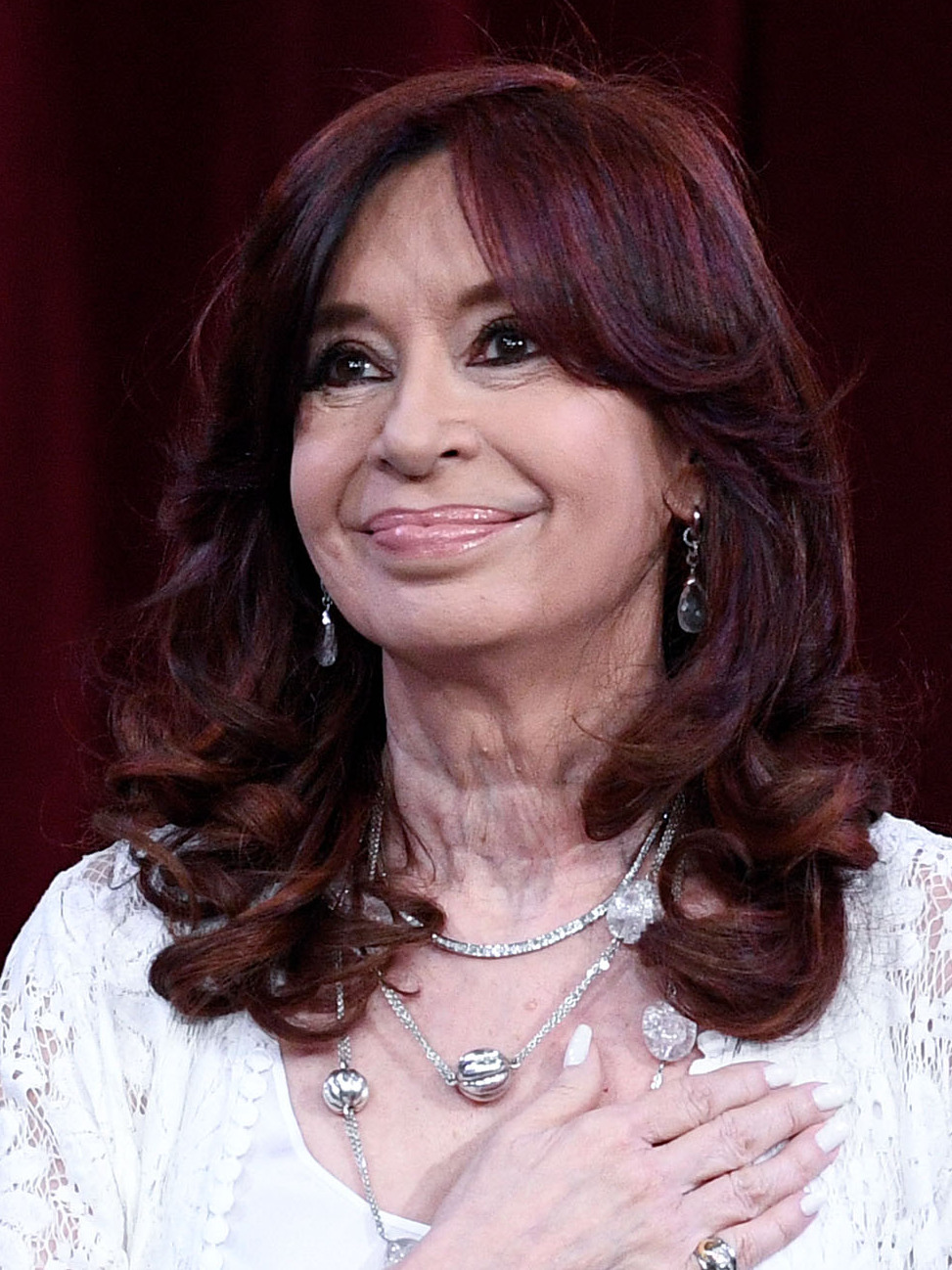
Cristina Fernández de Kirchner (2007-2015) Idade: 72 anos
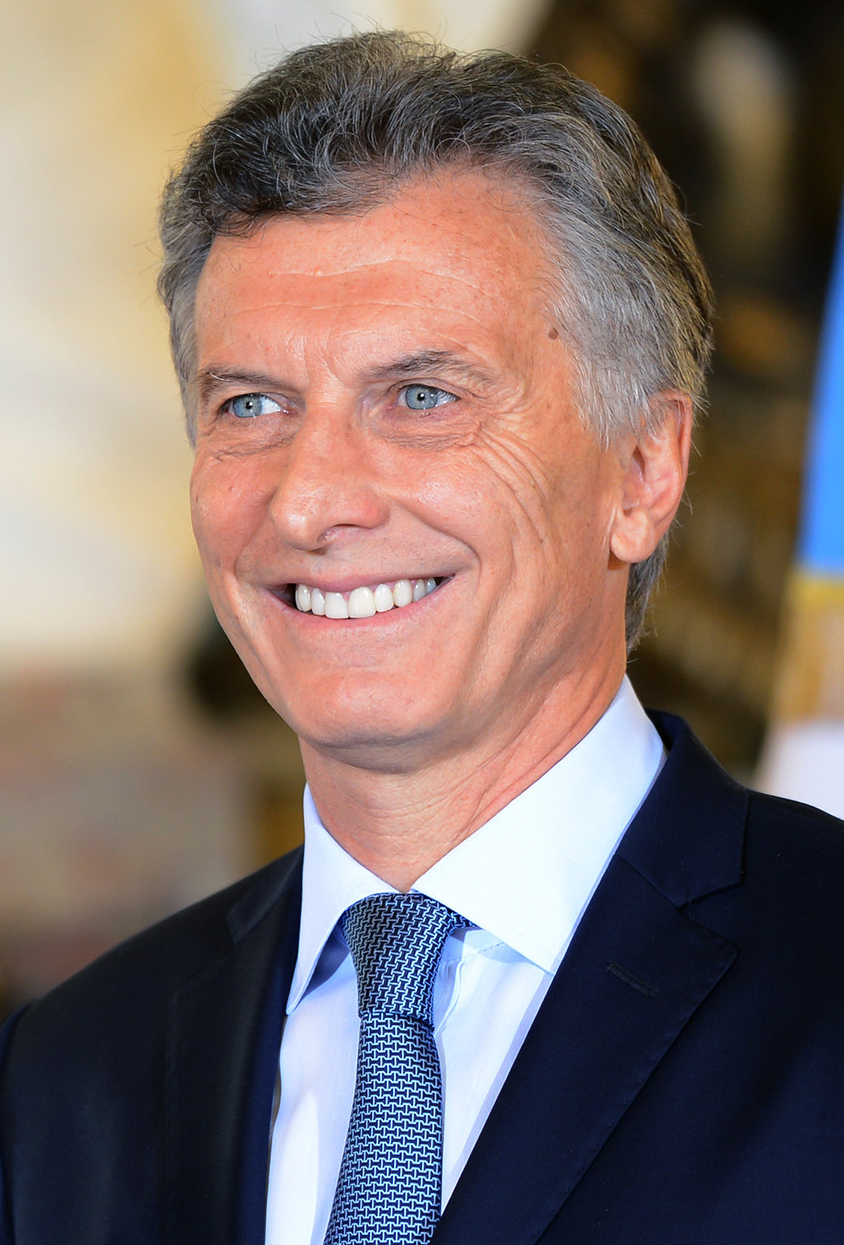
Mauricio Macri (2015-2019) Idade: 66 anos
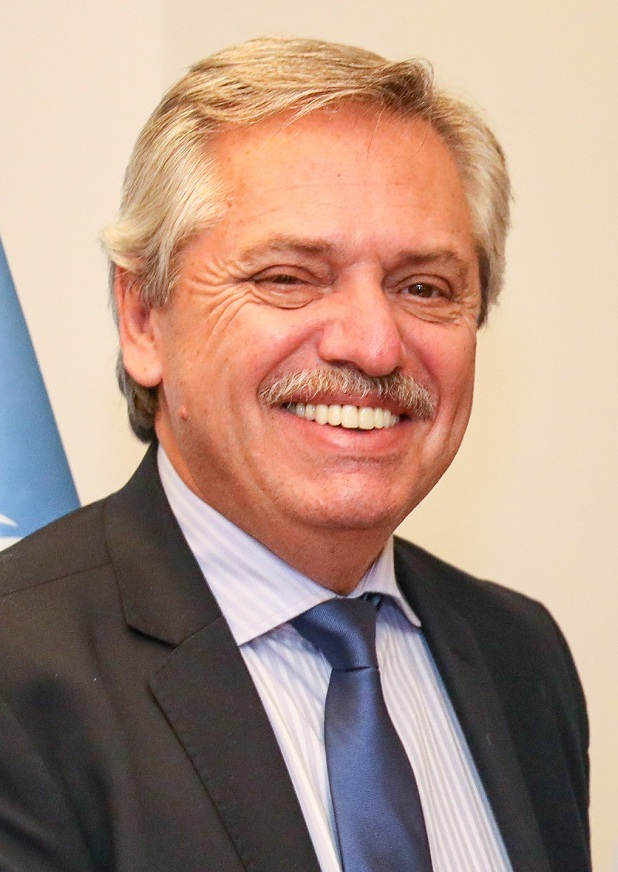
Alberto Fernández (2019-2023) Idade: 66 anos

## Presidentes
Lista de presidentes da Argentina que ocuparam o cargo durante ou após a promulgação da atual Constituição Argentina, estabelecida em 1853.

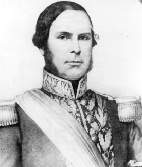
Justo José de Urquiza (1854-1860)
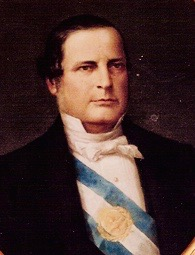
Santiago Derqui (1860-1861)
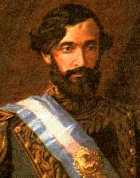
Bartolomé Mitre (1862-1868)
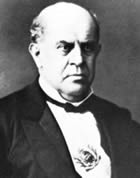
Domingo Faustino Sarmiento (1868-1874)
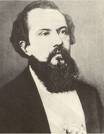
Nicolás Avellaneda (1874-1880)
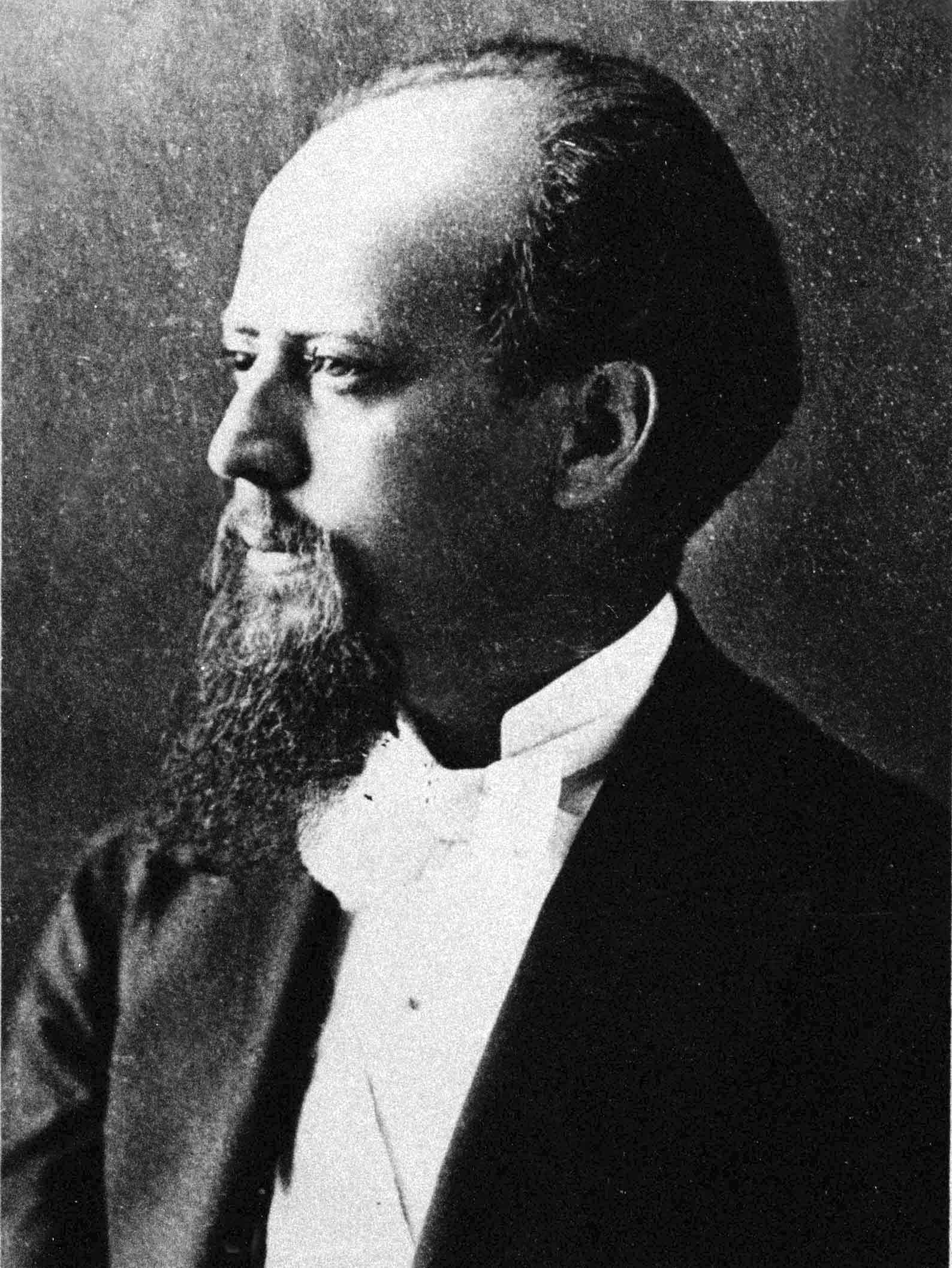
Julio Argentino Roca (1880-1886)
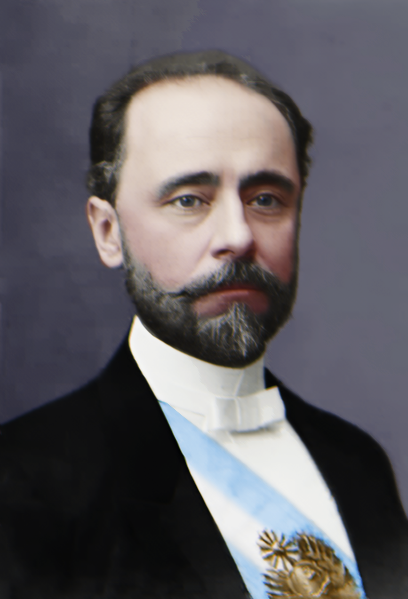
Miguel Juárez Celman (1886-1890)
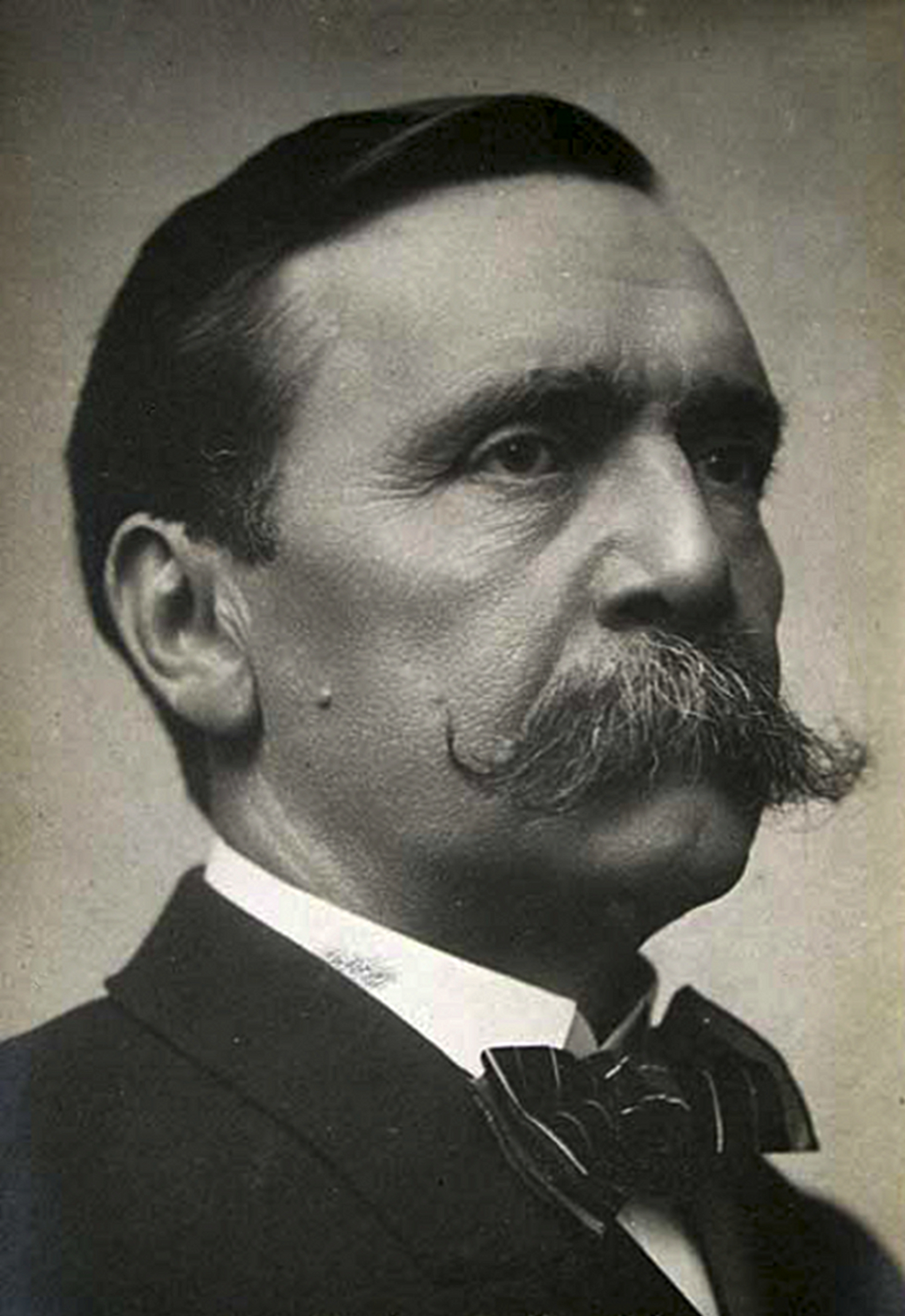
Carlos Pellegrini (1890-1892)
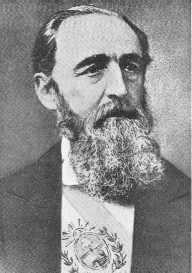
Luis Sáenz Peña (1892-1895)
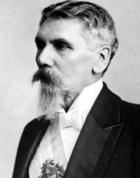
José Evaristo Uriburu (1895-1898)
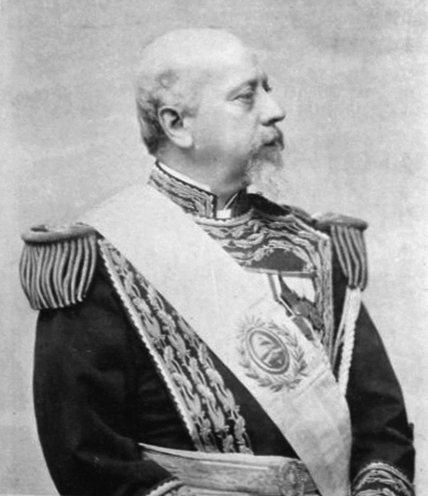
Julio Argentino Roca (1898-1904)
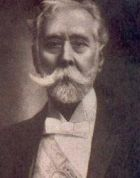
Manuel Quintana (1904-1906)
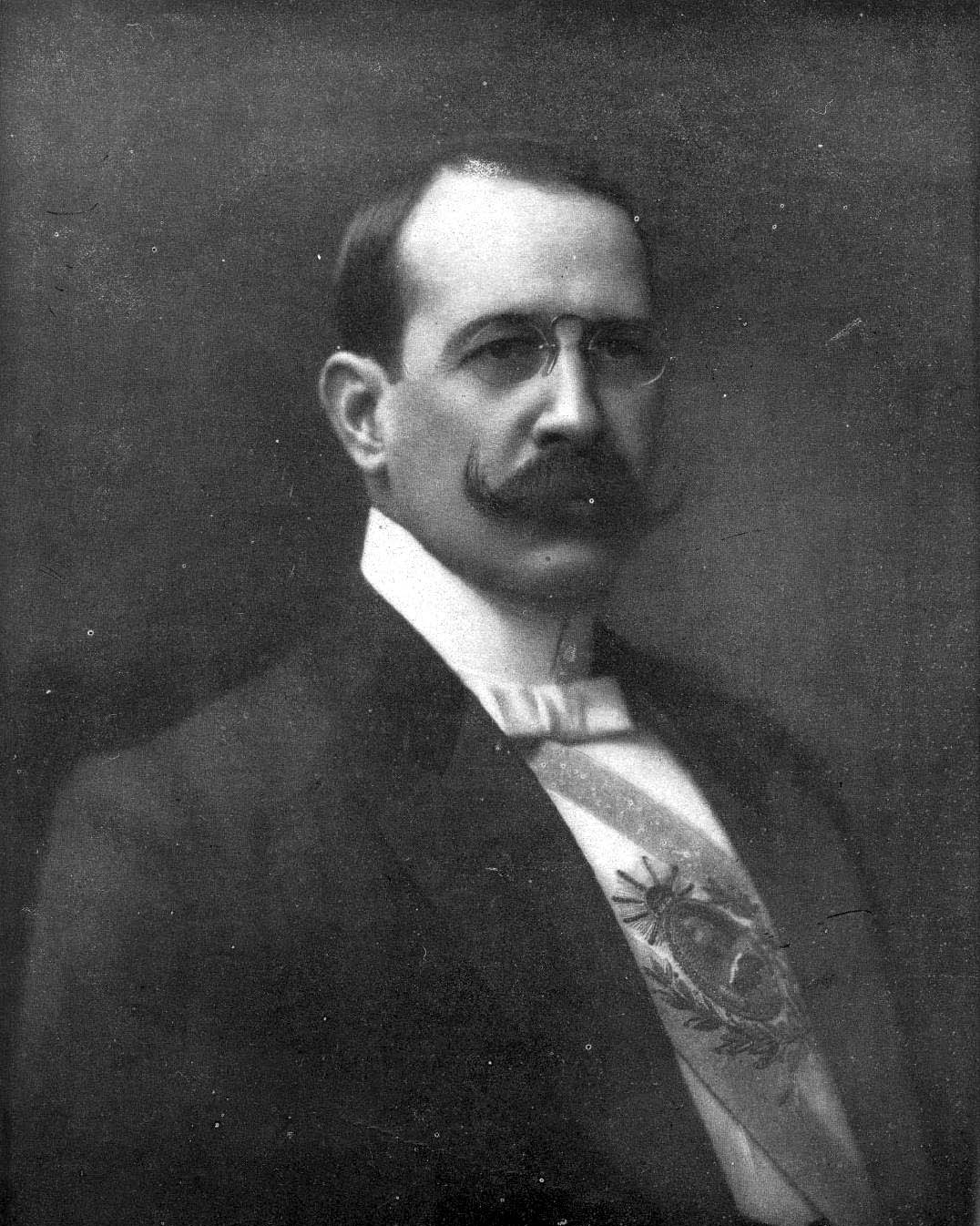
José Figueroa Alcorta (1906-1910)
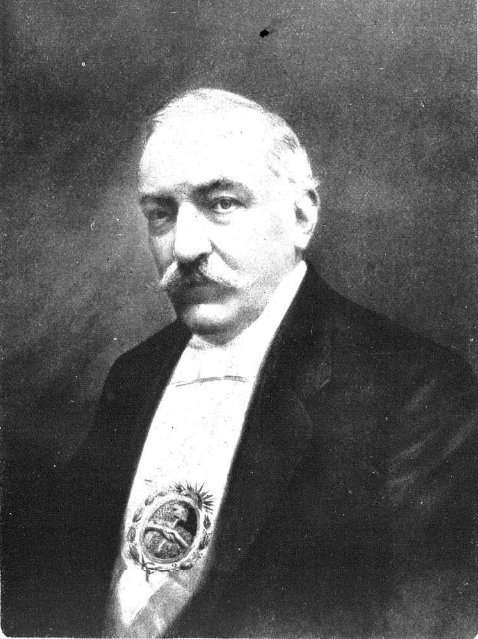
Roque Sáenz Peña (1910-1914)
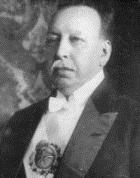
Victorino de la Plaza (1914-1916)
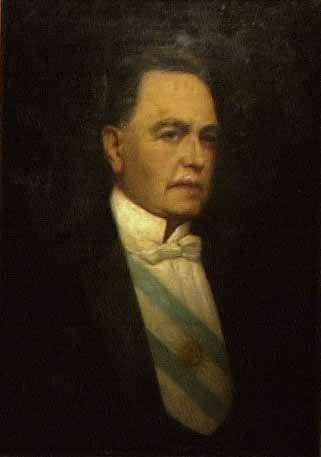
Hipólito Yrigoyen (1916-1922)
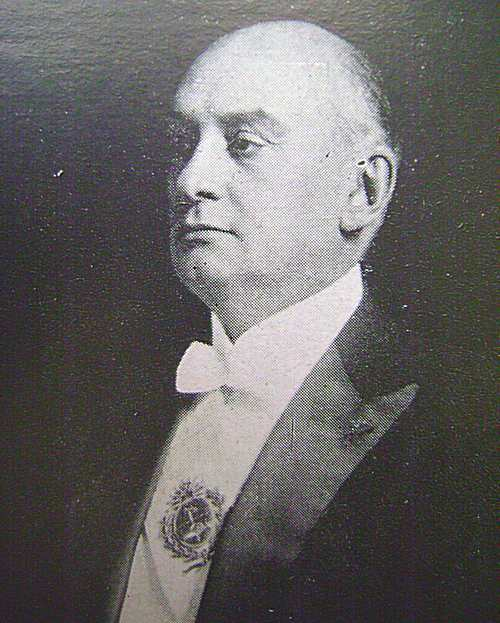
Marcelo Torcuato de Alvear (1922-1928)
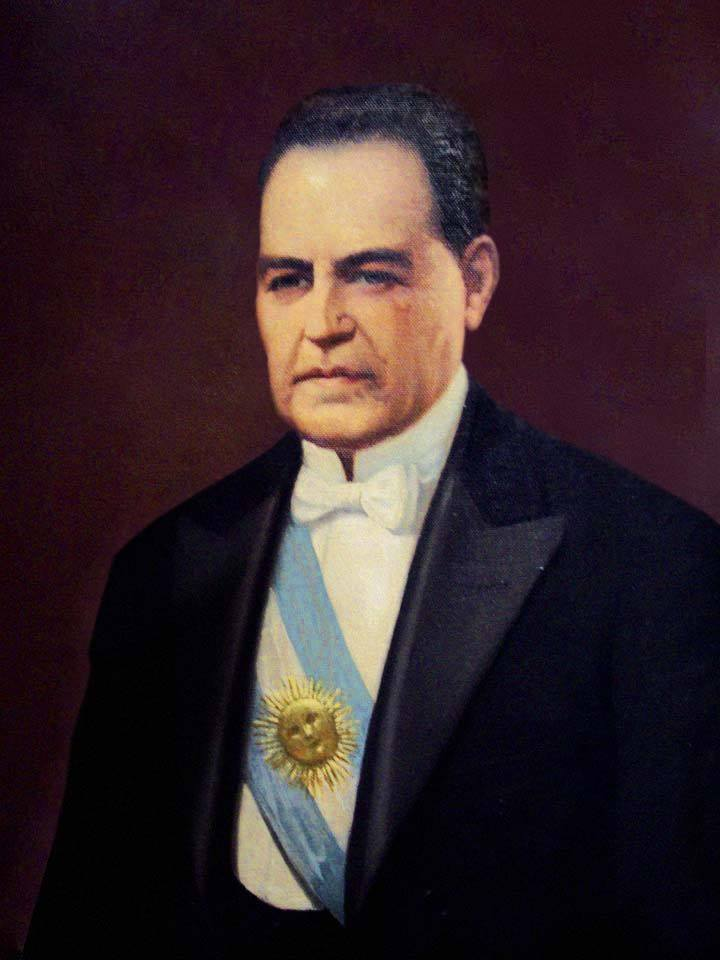
Hipólito Yrigoyen (1928-1930)
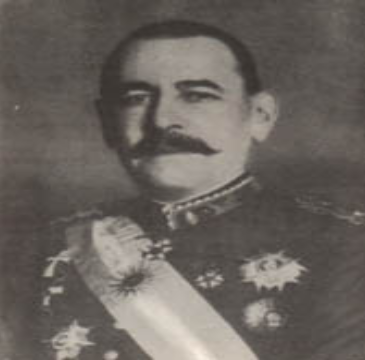
José Félix Uriburu (1930-1932)
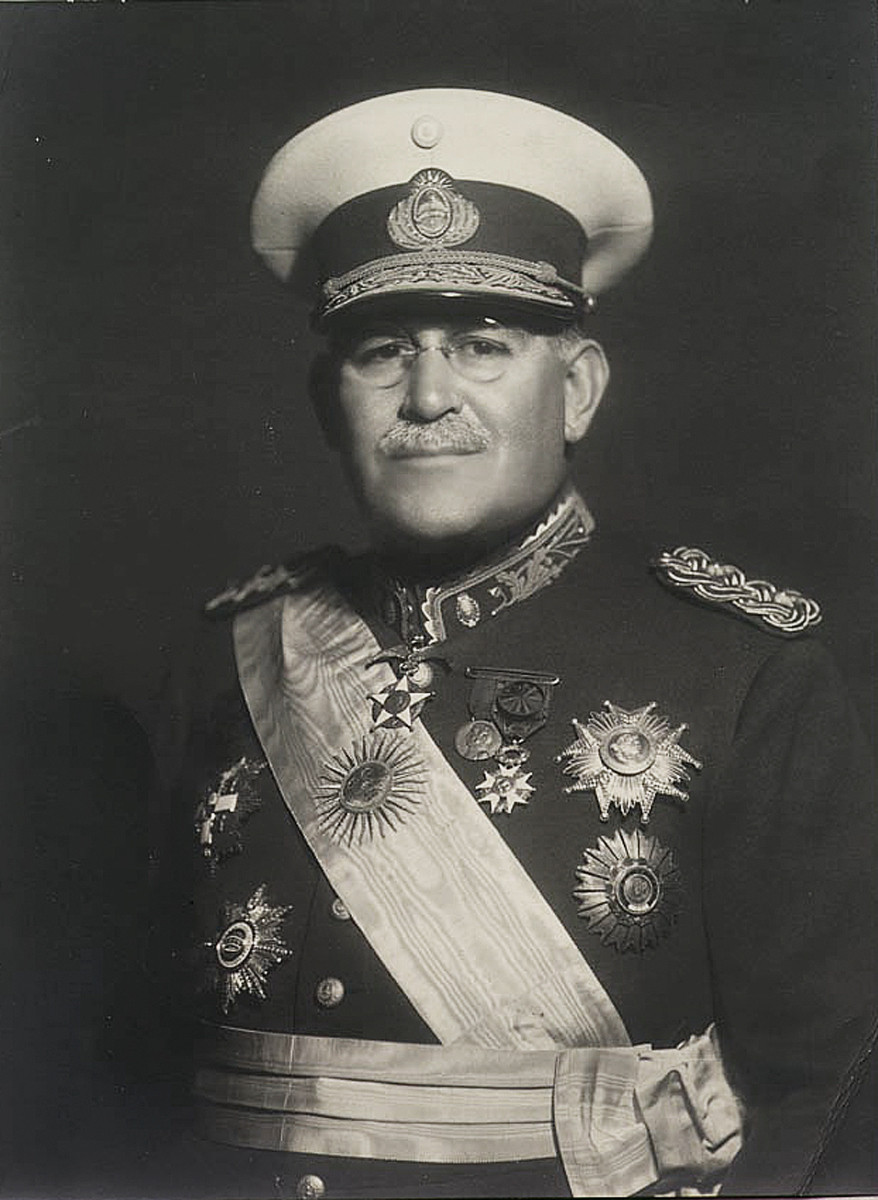
Agustín Pedro Justo (1932-1938)
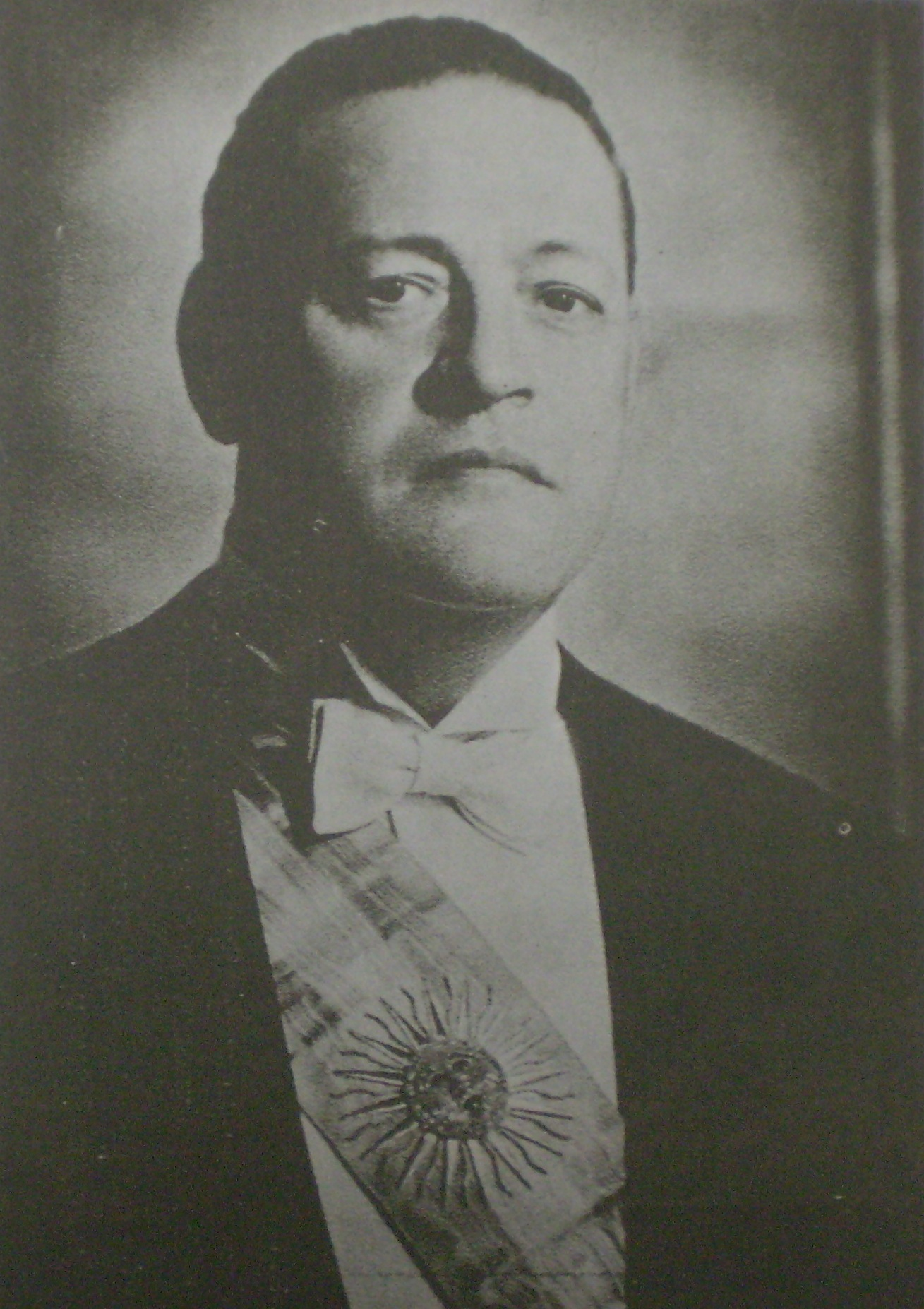
Roberto María Ortiz (1938-1942)
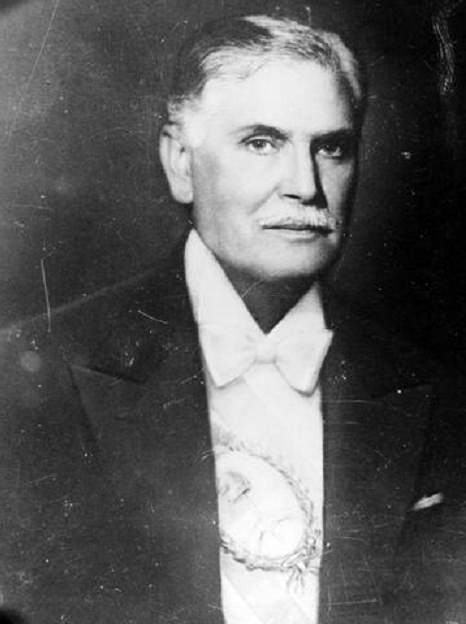
Ramón Castillo (1942-1943)
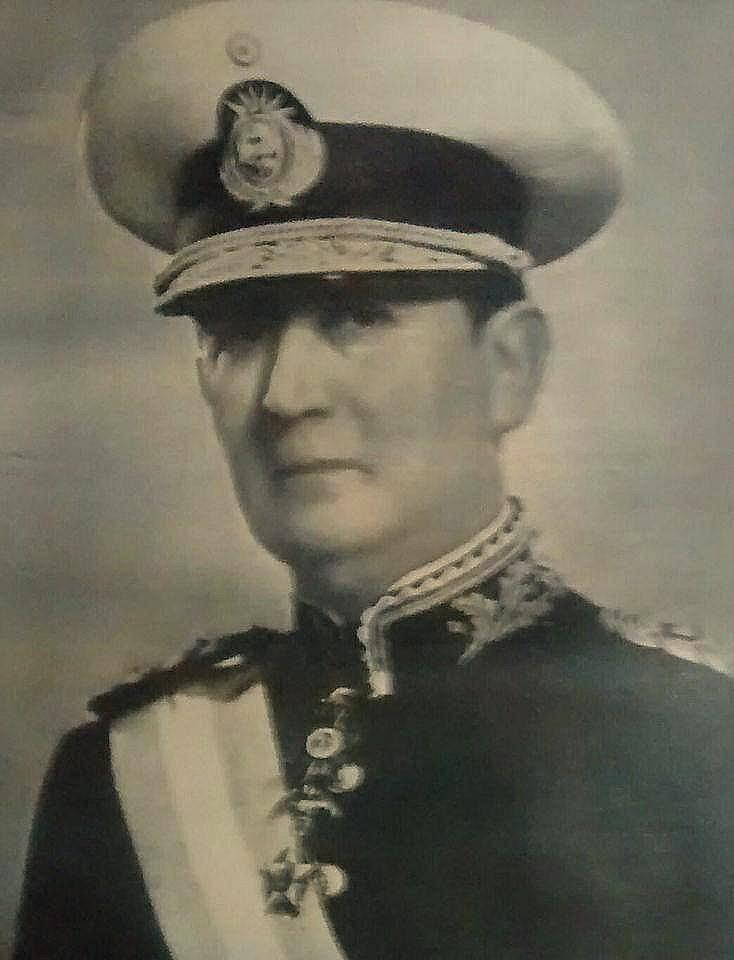
Arturo Rawson (1943)
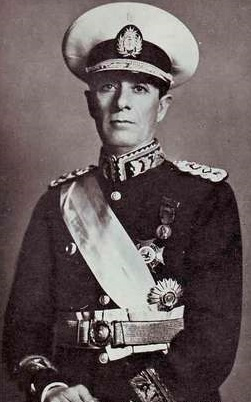
Pedro Pablo Ramírez (1943-1944)
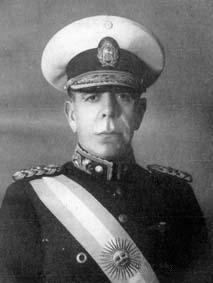
Edelmiro Julián Farrell (1944-1946)
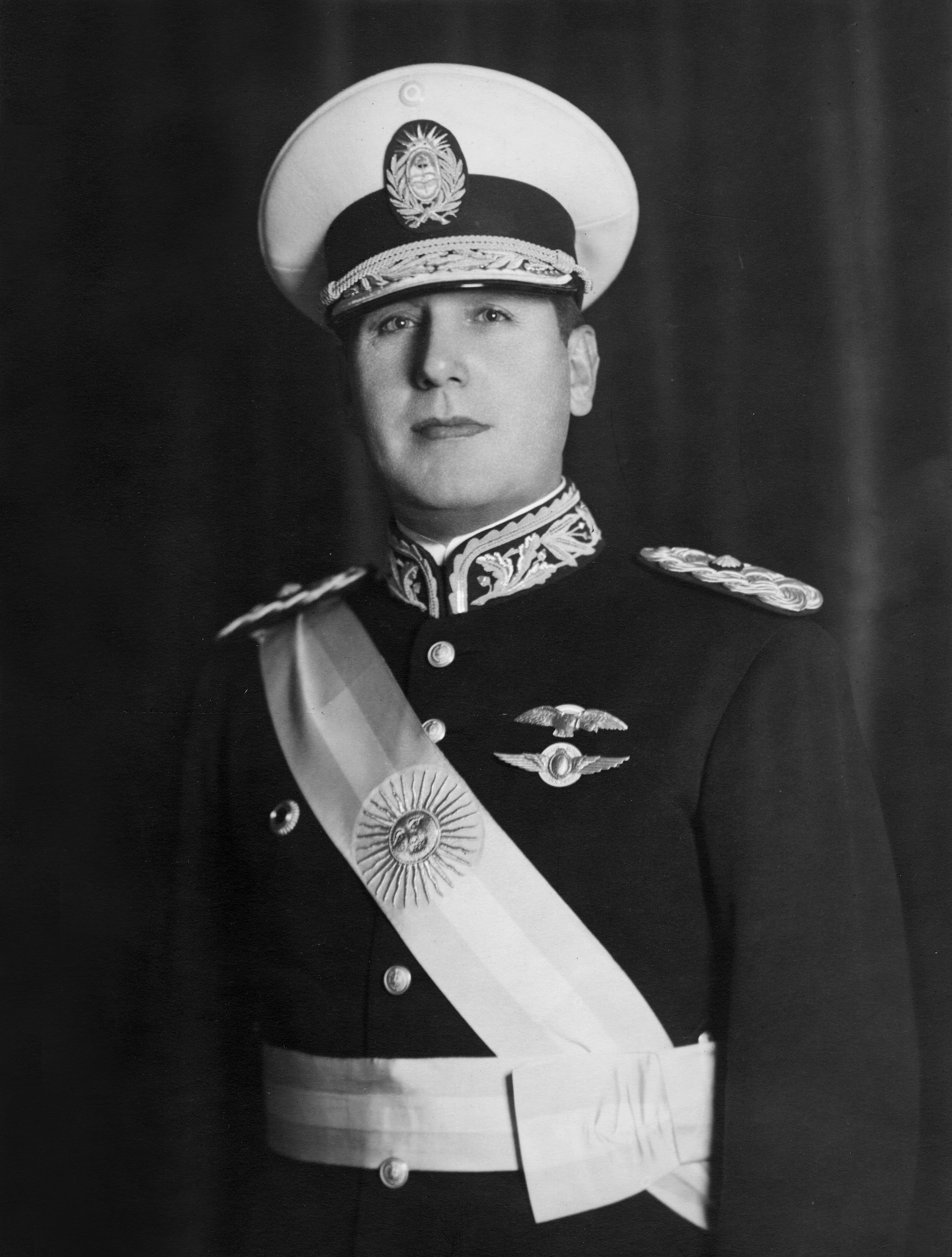
Juan Domingo Perón (1946-1952)
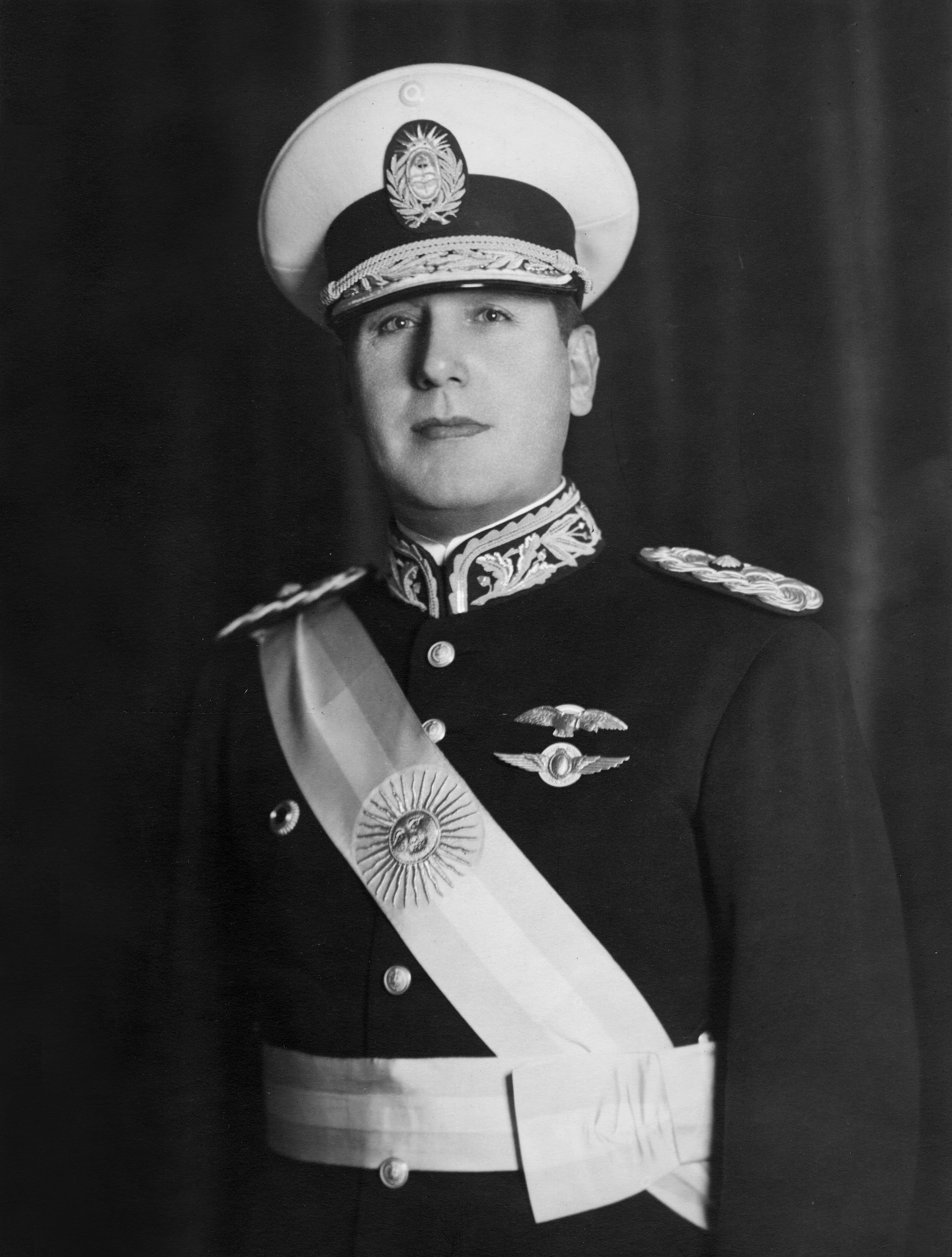
Juan Domingo Perón (1952-1955)
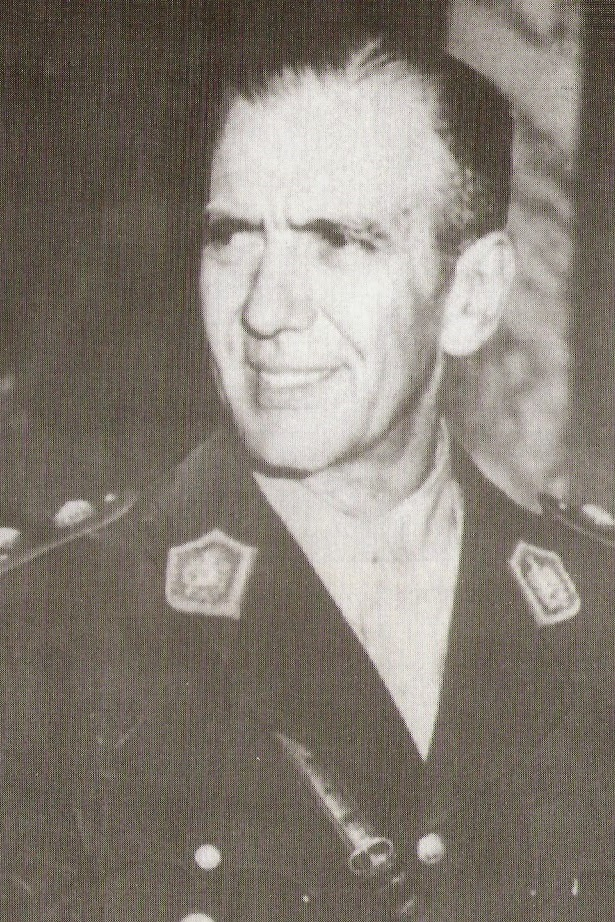
Eduardo Lonardi (1955)
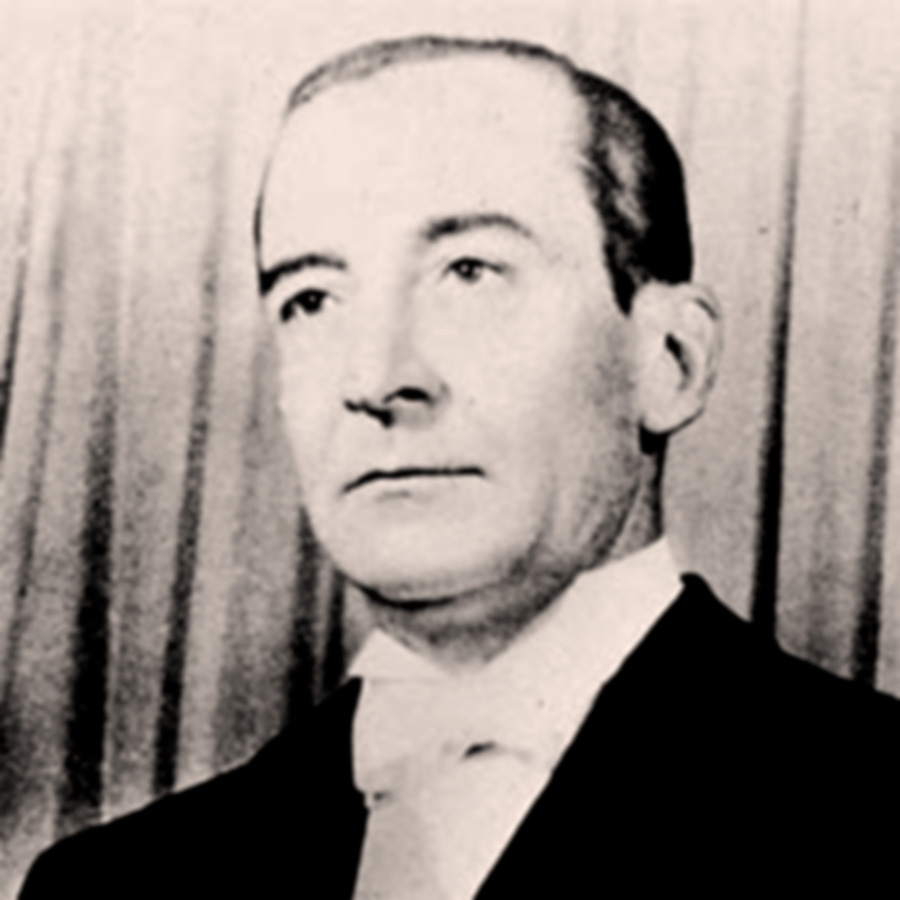
Pedro Eugenio Aramburu (1955-1958)
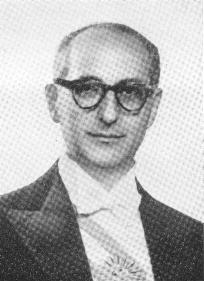
Arturo Frondizi (1958-1962)
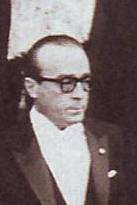
José María Guido (1962-1963)
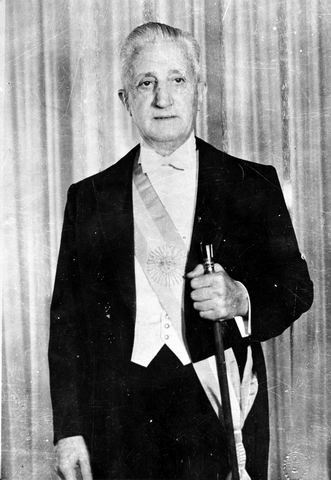
Arturo Umberto Illia (1963-1966)
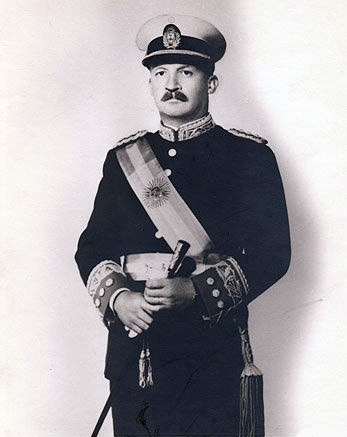
Juan Carlos Onganía (1966-1970)
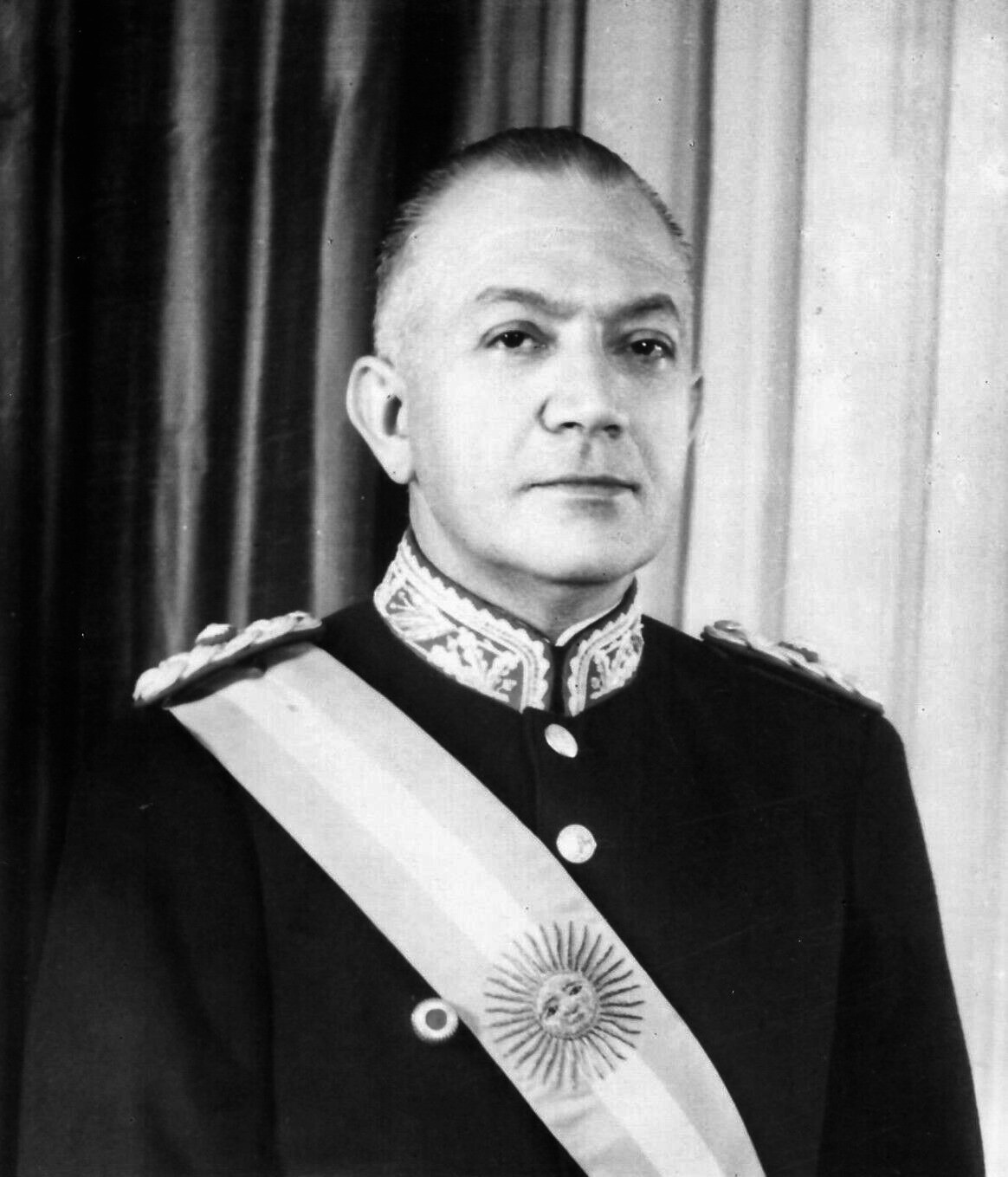
Roberto M. Levingston (1970-1971)
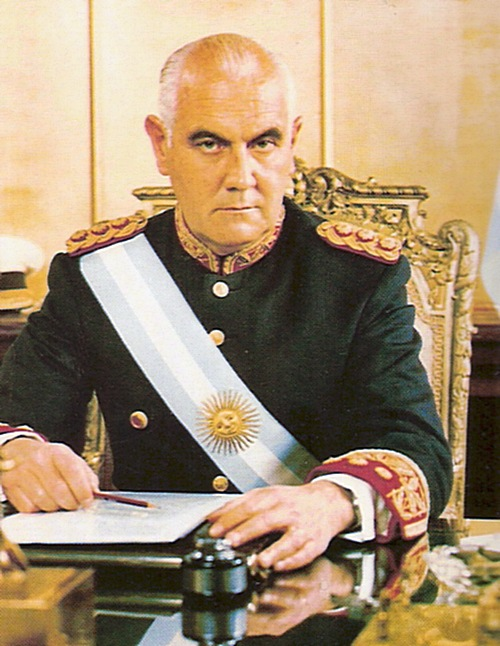
Alejandro Agustín Lanusse (1971-1973)
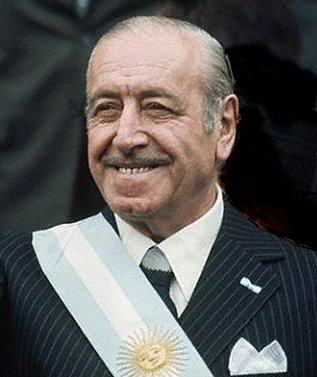
Héctor José Cámpora (1973)
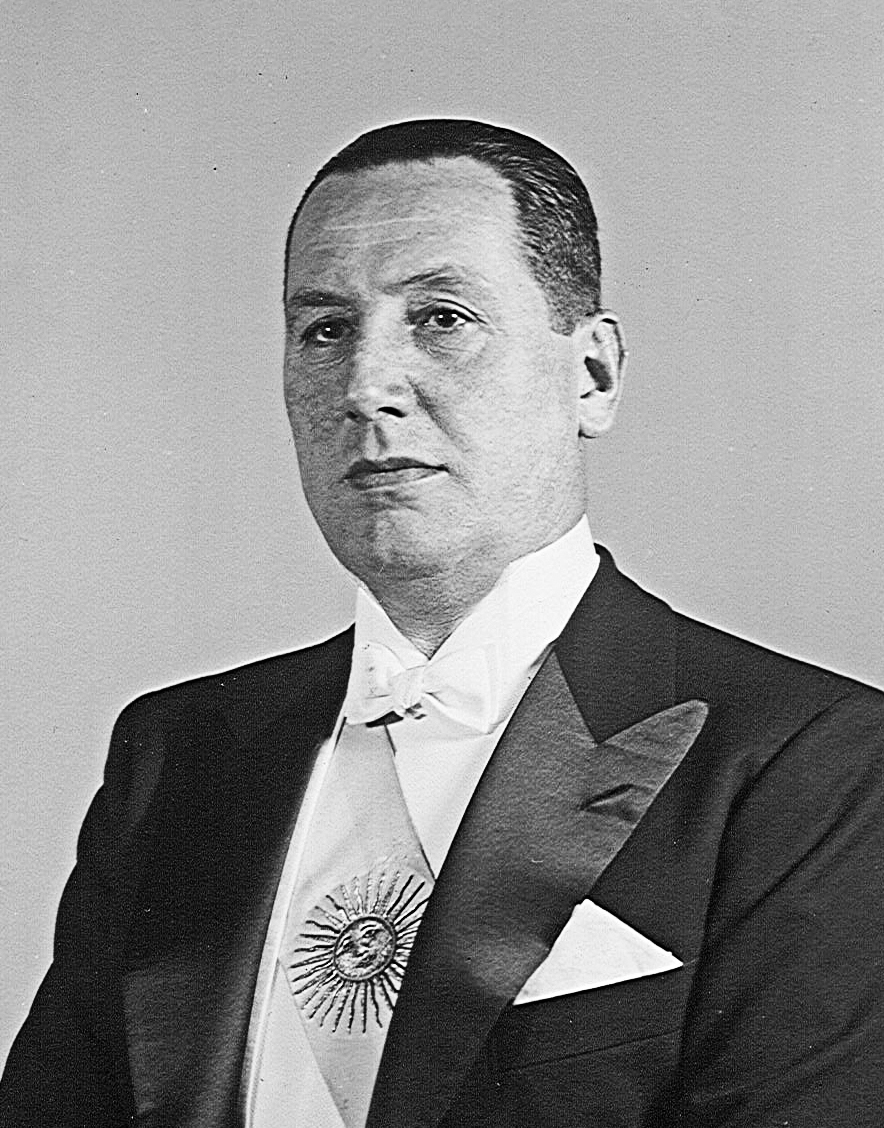
Juan Domingo Perón (1973-1974)
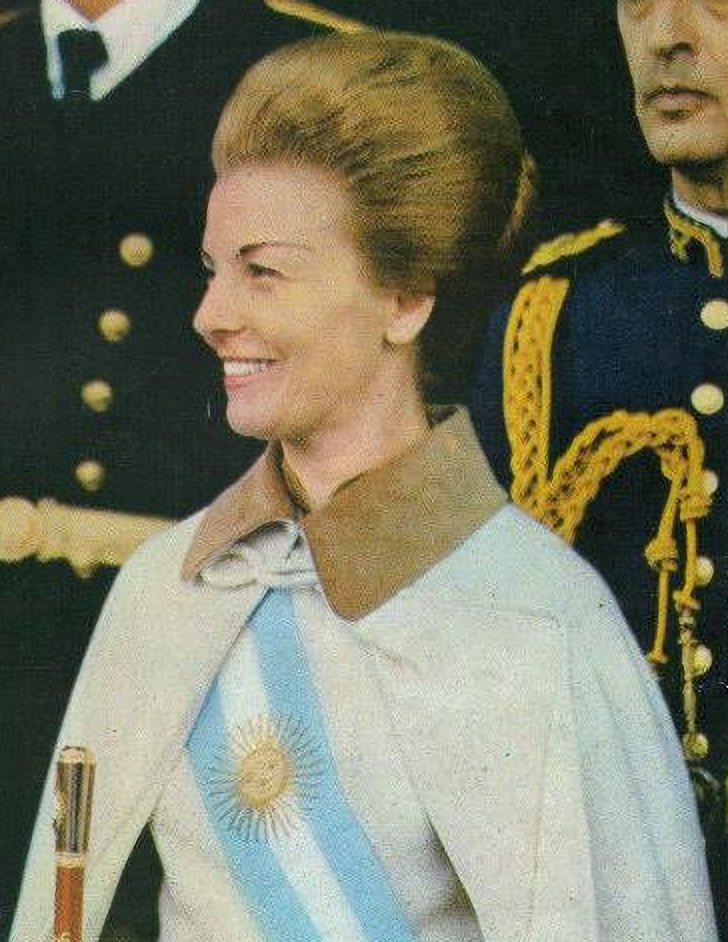
Isabel Martínez de Perón (1974-1976)
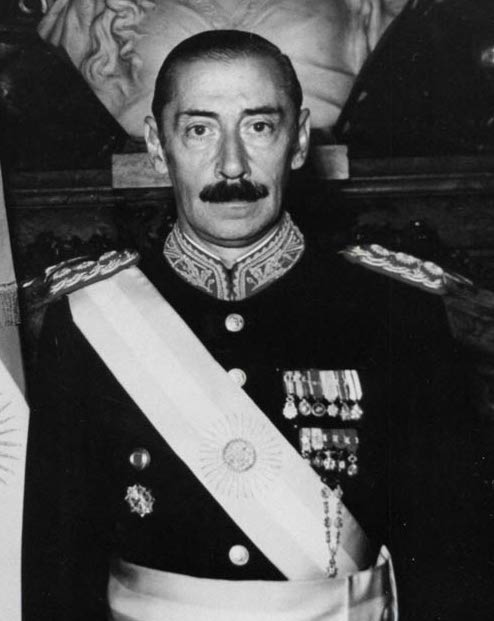
Jorge Rafael Videla (1976-1981)
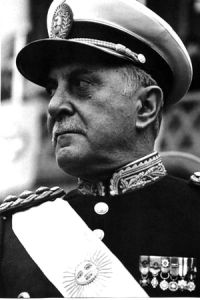
Roberto Eduardo Viola (1981)
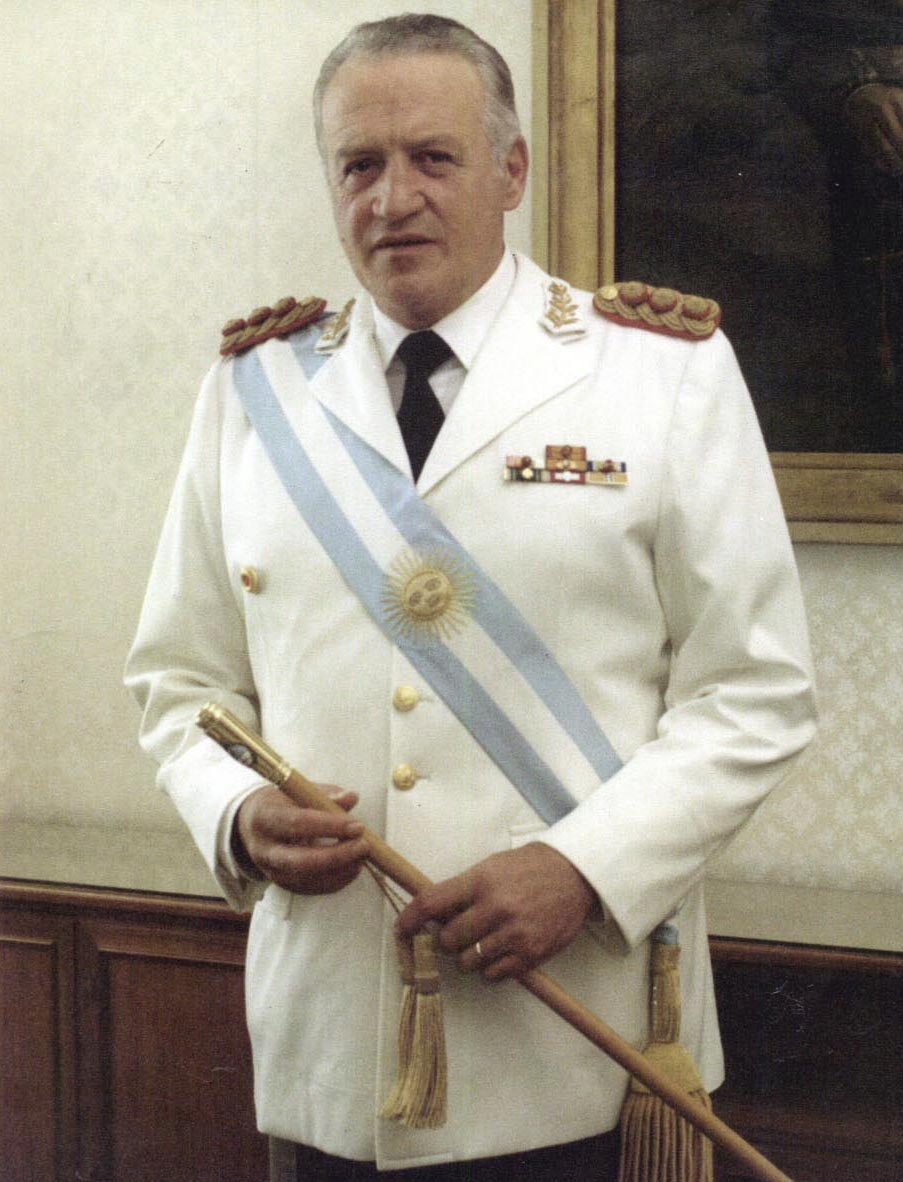
Leopoldo Galtieri (1981-1982)
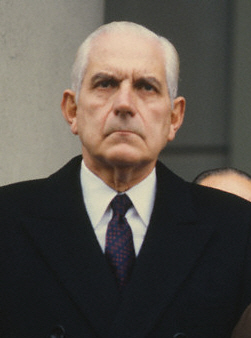
Reynaldo Bignone (1982-1983)
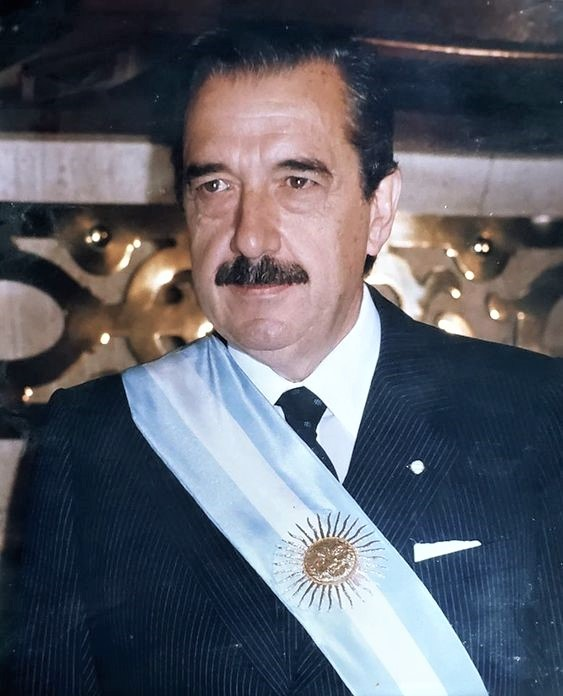
Raúl Alfonsín (1983-1989)
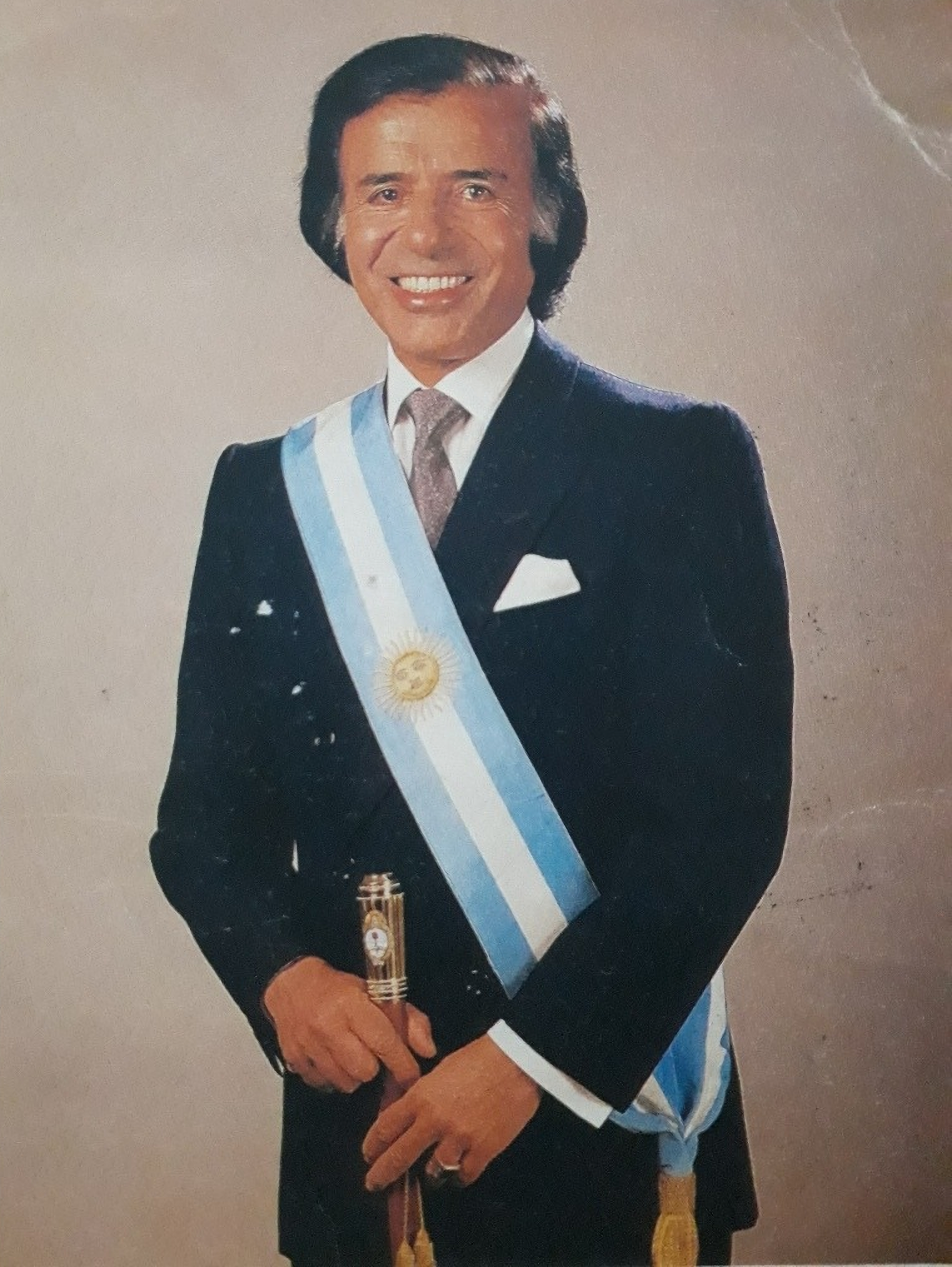
Carlos Saúl Menem (1989-1995)
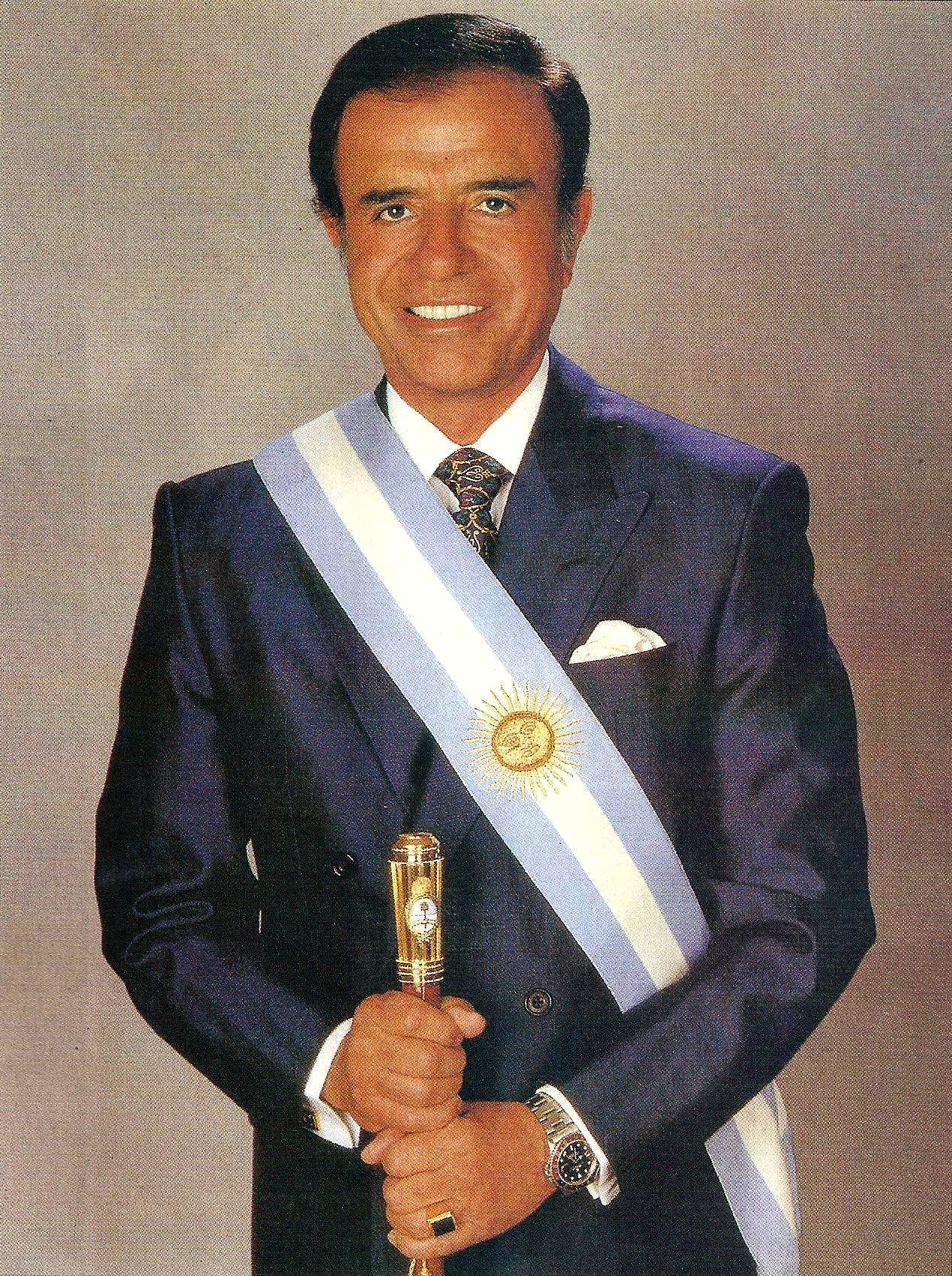
Carlos Saúl Menem (1995-1999)
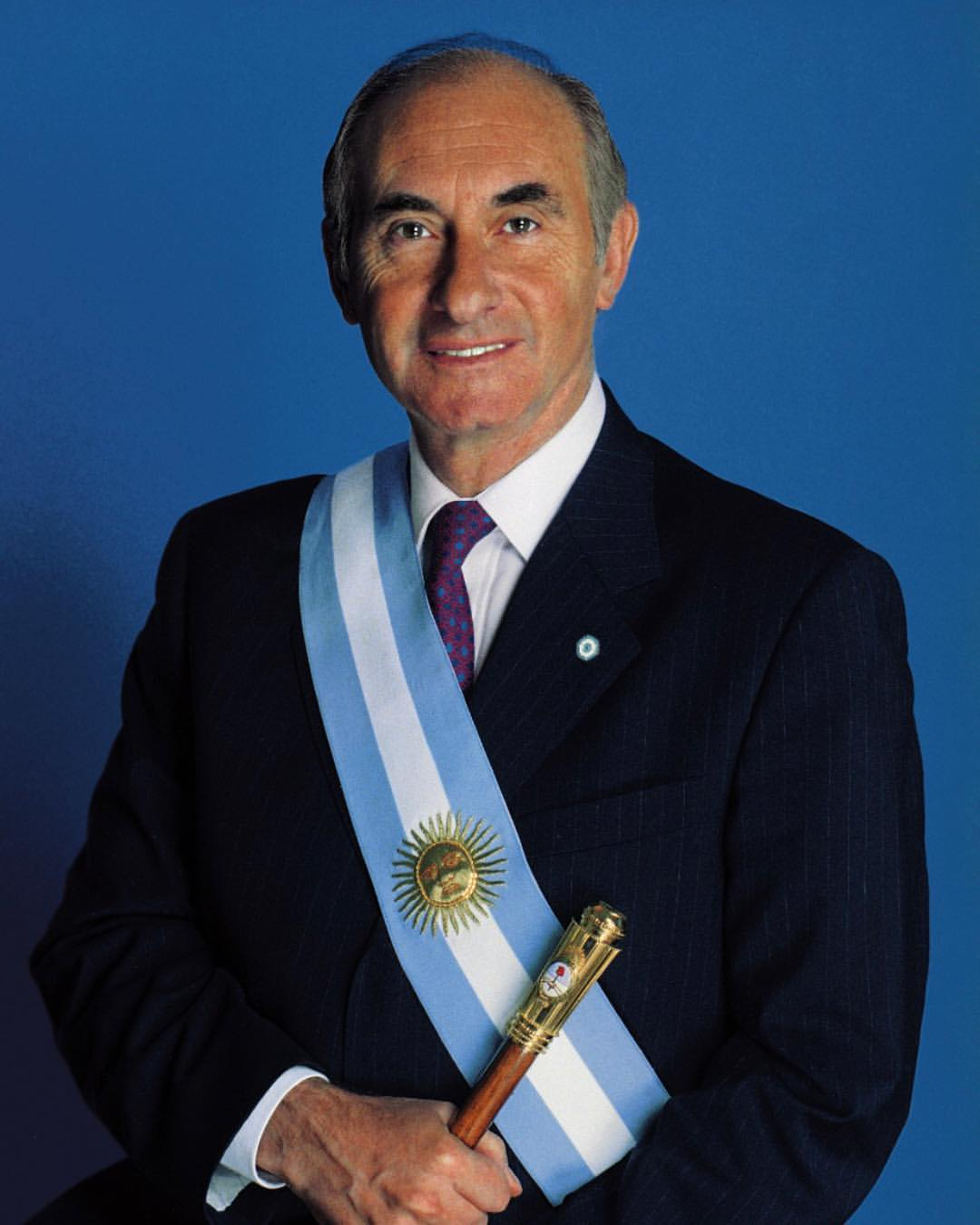
Fernando de la Rúa (1999-2001)
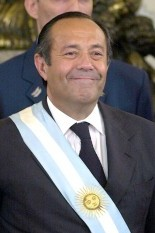
Adolfo Rodríguez Saá (2001)
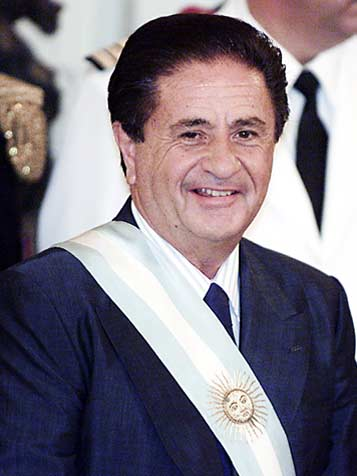
Eduardo Duhalde (2002-2003)
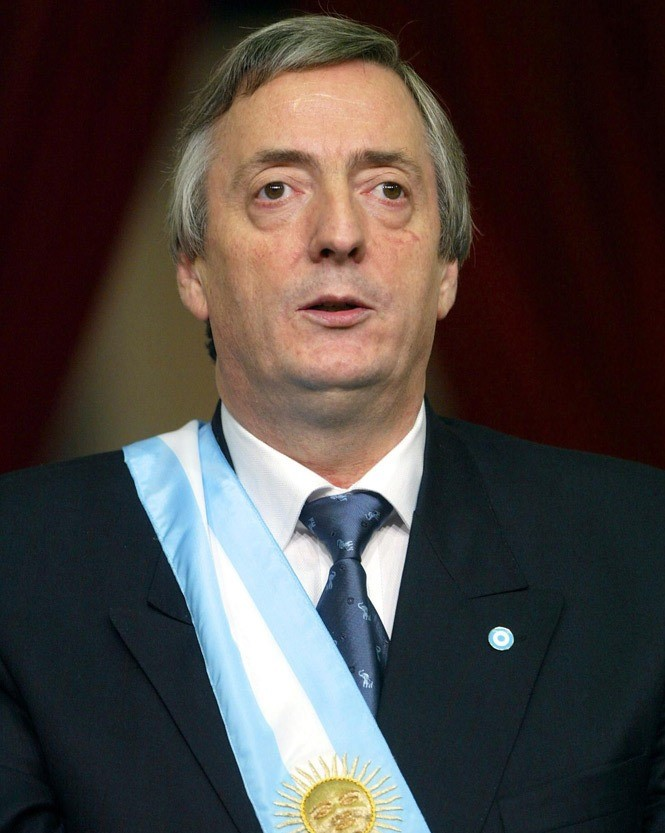
Néstor Kirchner (2003-2007)
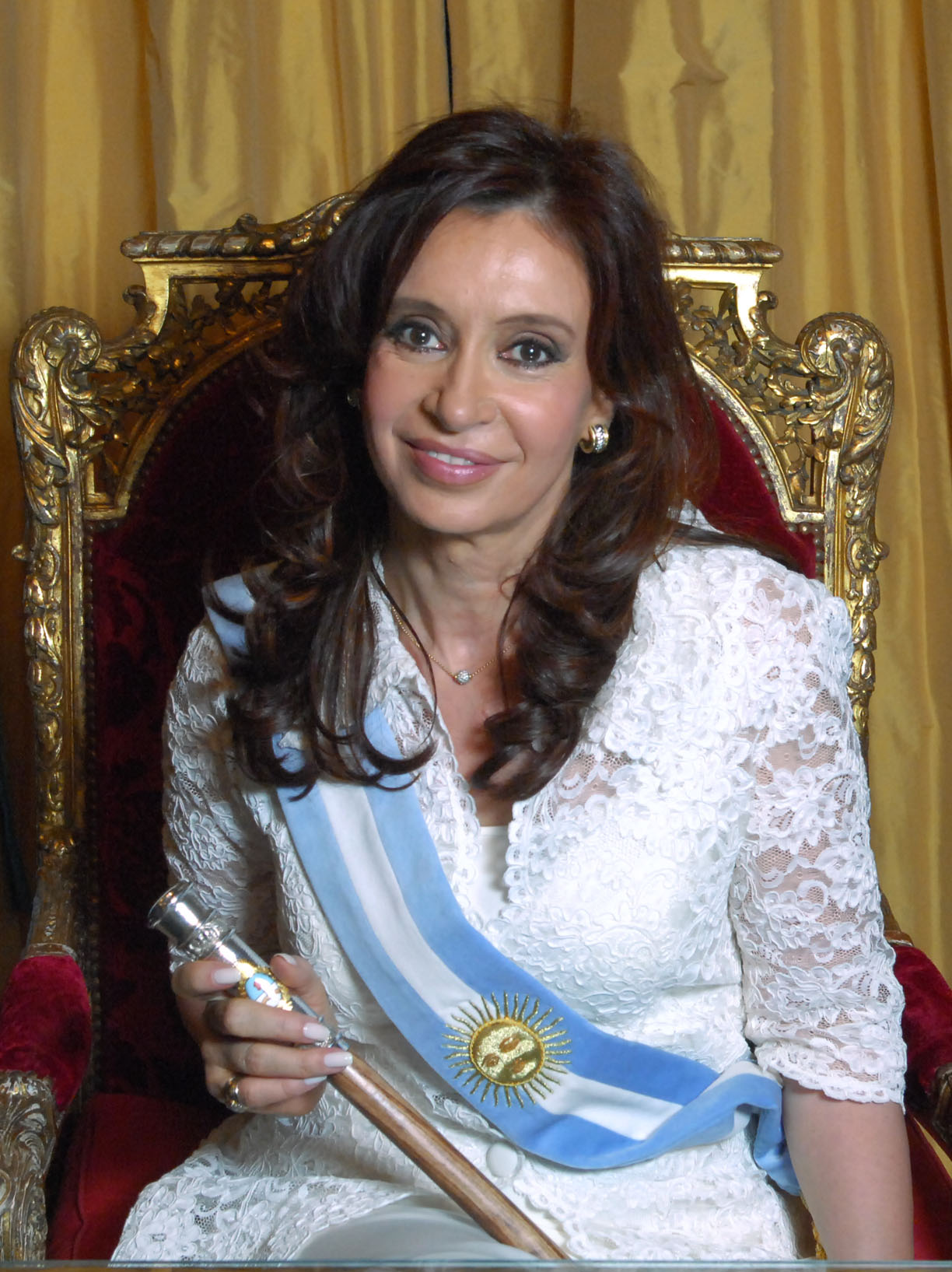
Cristina Fernández de Kirchner (2007-2011)
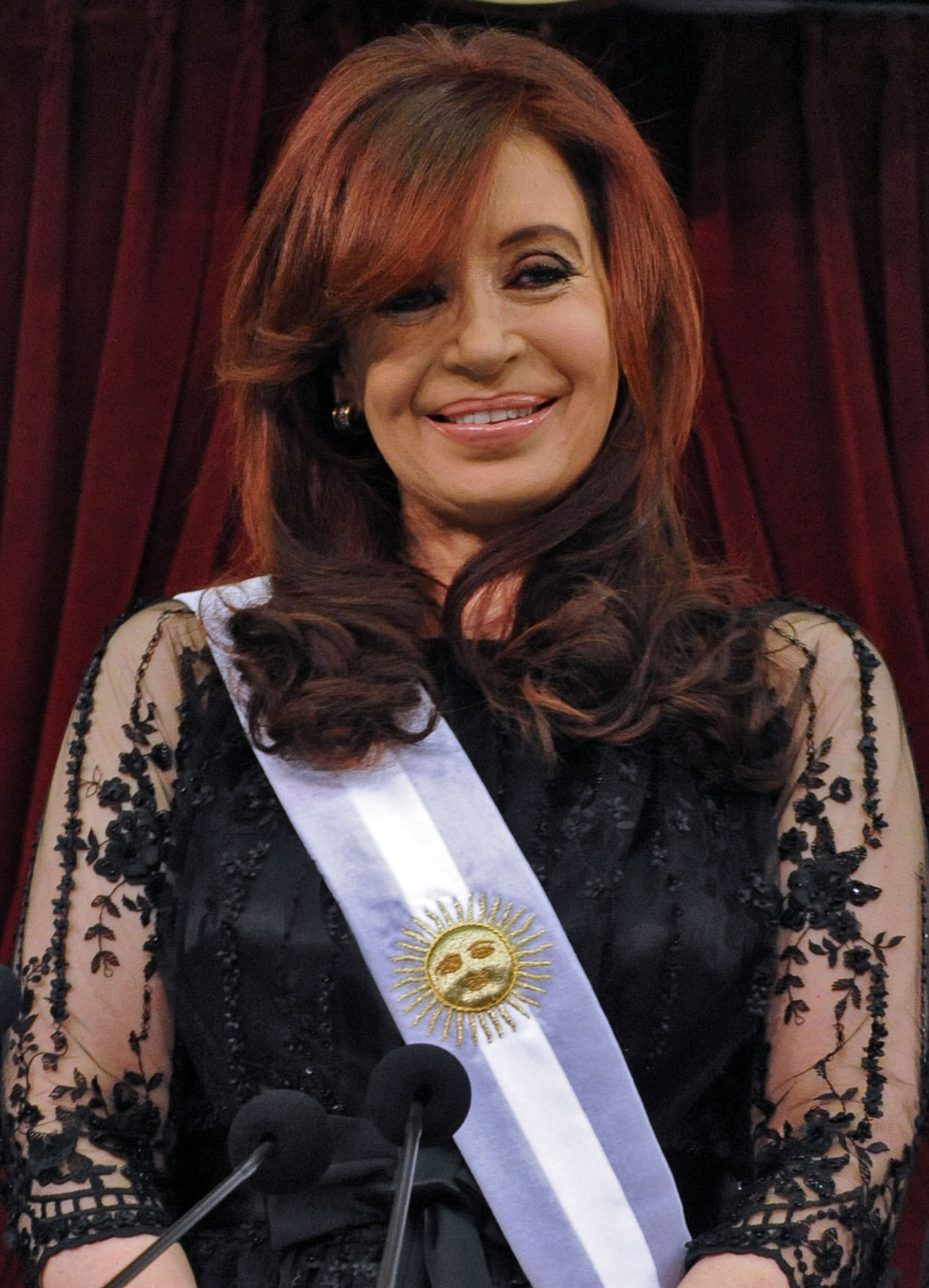
Cristina Fernández de Kirchner (2011-2015)
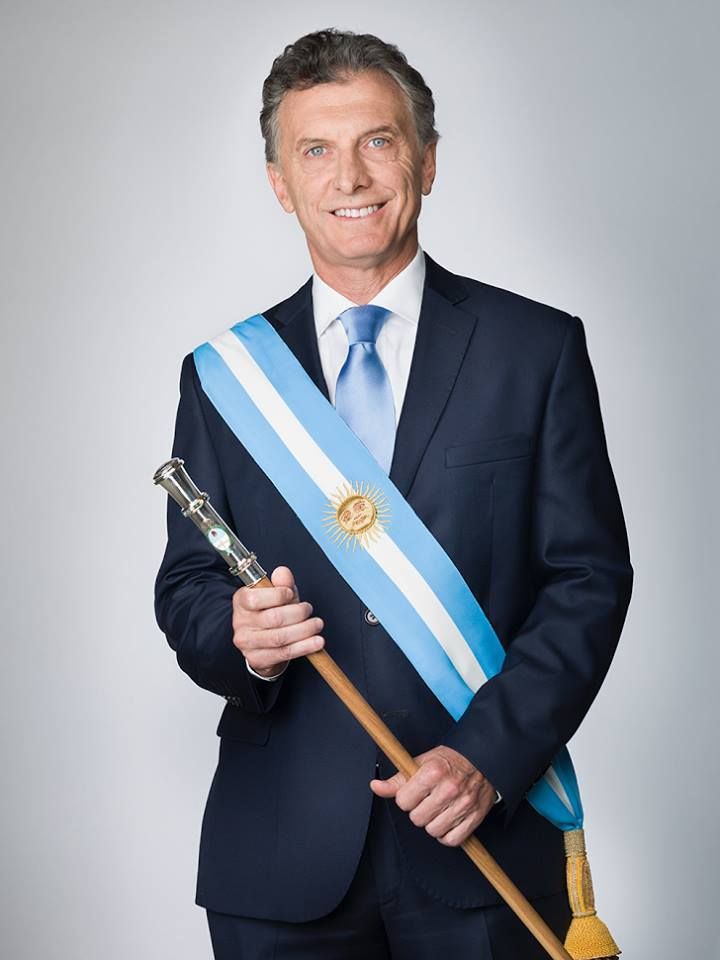
Mauricio Macri (2015-2019)
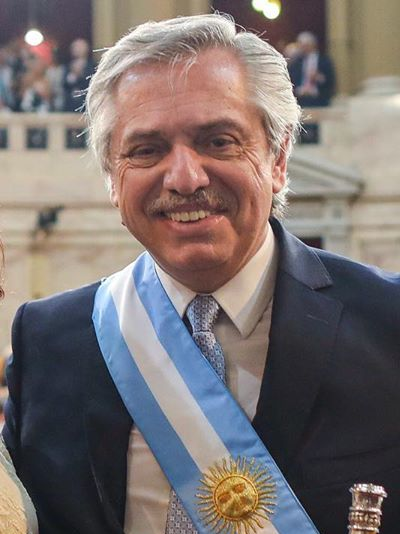
Alberto Fernández (2019-2023)
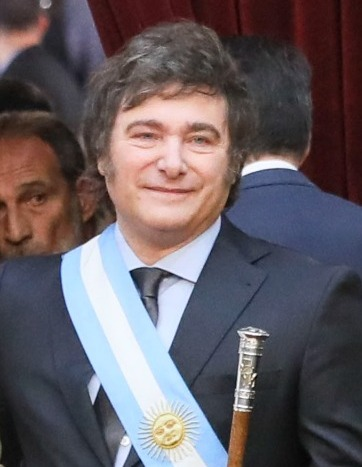
Javier Milei (2023-presente)